# 連声
連声（れんじょう）とは、日本語の連音の一種。2つの漢字からなる語の一番目の字が子音で終わり、かつ二番目の字がア行（母音）・ヤ・ラ・ワ行（半母音）であるときに、それがタ・ナ・マ行に変化する現象をさす。長子音化の一種である。

## 概要
平安時代から室町時代にかけての日本語では、漢字音（音読み）が -t・-n・-m のいずれかの子音で終わることがあった。これらの漢字の後ろに母音（ア行）または半母音（ヤ行・ラ行・ワ行）で始まる漢字が続くと、その漢字がそれぞれタ行・ナ行・マ行に変化することがあった。ヤ行からナ行・マ行に変化するときは拗音になった。
江戸時代以降になると、-t は独立の音節である「ツ」または「チ」にかわり、また -m および -n は撥音で発音されることが一般的になり、漢語の連声はほとんど見られなくなったが、一部の漢語には今も痕跡的に残っている。
なお室町時代には、漢語内のみでなく漢語の後ろに助詞「は・を」が続くときにも連声が見られた。この現象は現在では能や狂言などの古典芸能や、ごく一部地域の方言にしか残されていない。
- 「念仏を」→ ねんぶっと（but ＋ wo）
- 「今日は」(こんにちは) →こんにった（nit + wa）
- 「冥見を」→ みょうけんの（ken + wo）

## 実例
以下の例は歴史的仮名遣いで記し、-n を「ん」で、-m を「む」で書きわける。

### 第一字が -n で終わる例
- 「安穏」あん ＋ をん (おん) → あんのん
- 「銀杏」ぎん ＋ あん → ぎんなん
- 「観音」くゎん (かん)＋ おむ (おん) → くゎんのむ (かんのん)
- 「云々」うん ＋ うん → うんぬん
- 「反応」はん ＋ おう → はんのう
- 「天皇」てん ＋ わう (おう) → てんなう (てんのう)
- 「輪廻」りん ＋ ゑ (え)　→ りんね
- 「因縁」いん ＋ ゑん (えん) → いんねん
- 「親王」しん ＋ わう (おう) → しんなう (しんのう)

### 第一字が -m で終わる例
- 「三位」さむ (さん) ＋ ゐ (い) → さむみ (さんみ)
- 「陰陽」おむ (おん) ＋ やう (よう) → おむみゃう (おんみょう)

### 第一字が -t で終わる例
- 「雪隠」せつ ＋ いん → せっちん
- 「出来」しゅつ ＋ らい → しゅったい
- 「屈惑」くつ ＋ わく → くったく（→屈託)

## 関連文献
- 中田祝夫・林史典『日本の漢字』中公文庫、2000年（原著1982年）、287-289頁。